# Dávid Hudák
Dávid Hudák (* 21. března 1993, Bratislava) je slovenský fotbalový obránce, od léta 2019 hráč maďarského klubu Gyirmót SE.

## Klubová kariéra
Svoji fotbalovou kariéru začal v FK Inter Bratislava. Mezi jeho další angažmá patří: ŠK Slovan Bratislava, DAC 1904 Dunajská Streda, Újpest FC.
V sezóně 2012/13 získal se Slovanem Bratislava „double“, tzn. ligový titul a triumf v domácím poháru. V sezóně 2013/14 ligový titul se Slovanem obhájil. 5. července 2014 byl u výhry 1:0 nad MFK Košice ve slovenském Superpoháru. Se Slovanem se probojoval do základní skupiny I Evropské ligy 2014/15, kde číhali soupeři SSC Neapol (Itálie), AC Sparta Praha (Česko) a Young Boys Bern (Švýcarsko).
V únoru 2015 odešel na hostování do maďarského klubu Újpest FC s opcí na přestup. Měl výhodu v tom, že se plynně domluvil maďarsky.

V lednu 2016 odešel na půlroční hostování do MFK Skalica. Působil zde do konce sezóny 2015/16 Fortuna ligy, klub sestoupil do slovenské druhé ligy a Hudák se vrátil do Slovanu Bratislava.
V létě 2016 přestoupil ze Slovanu Bratislava do klubu Mezőkövesd-Zsóry SE, nováčka maďarské Nemzeti bajnokság I. Sešel se zde s krajanem Tomášem Tujvelem.

## Reprezentační kariéra
Hudák reprezentoval Slovensko v kategoriích U17, U18, U19 a U21.
S týmem U21 vyhrál v září 2014 3. kvalifikační základní skupinu (zisk 17 bodů) před druhým Nizozemskem (16 bodů), což znamenalo účast v baráži o Mistrovství Evropy hráčů do 21 let 2015 v České republice.